# BBC News (TV-kanal)
BBC News är BBC:s nyhetskanalsom finansieras av tv-avgiften och sänder till tittarna i Storbritannien, ej att förväxla med internationella BBC World News. Både kanalerna produceras visserligen i BBC:s Television Centre men vänder sig till olika målgrupper och finansieras på olika grunder. BBC News började sina sändningar 1997 och har sen dess sänt nyheter dygnet runt. På nätterna samsänder BBC News nyhetssändningarna med sin internationella kommersiella systerkanal BBC World News. BBC News sände tidigare under namnet BBC News 24 men under 2007 försvann 24 från namnet.

## Bakgrund
Vid starten var kanalen mindre formell i sin utformning än övriga nyhetsändningar från BBC i ett försöka att attrahera yngre tittarfrupper. Exempelvis var grafiken mer fantastfull och nyhetsuppläsarna hade ett ledigare stuk på klädsel. Satsningen kritiserades dock i media och stilen uppskattades inte bland tittarna som föredrog den etablerade konkurrenten Sky News. Den 29 oktober 1999 relanserades kanalen med mer traditionell utformning. 2003 relanserades kanalen igen. Den nya studion var modernare och gick i färgerna vitt och rött i likhet med BBC:s huvudkanal BBC One. Kanalen fick också ett nytt grafikpaket och hela relanseringen gick ut på att bevisa att BBC News inte var långsammare än huvudkonkurrenten Sky News med att presentera nyheter först. Satsningen var framgångsrik och BBC News är idag större än Sky News efter en gård lansering i BBC:s huvudkanaler.